# Pavla Jerina Lah
Pavla Jerina-Lah, slovenska zdravnica, * 1916, Borovnica, † 2007, Črni Vrh pri Idriji.

## Življenjepis
Po diplomi na Medicinski fakulteti v Zagrebu je bila prostovoljka na kirurškem oddelku Bolnišnice Ljubljane pri Božidarju Lavriču, nato pa je leta 1941 pričela delovati v OF in leta 1943 odšla v NOVJ. Postala je vodja Slovenske vojne partizanske bolnice Pavla, ki je dobila ime po njej.
Po koncu vojne je delovala v Bolnišnici Postojna, pričela s specializacijo kirurgije in bila imenovan za vodjo Transfuzijskega zavoda v Ljubljani. Upokojila se je leta 1969.

## Odlikovanja in nagrade
Prejela je odlikovanje partizanska spomenica 1941.
Bila je častna občanka občin idrija, Cerkno in Logatec.
Leta 1996 je prejela srebrni častni znak svobode Republike Slovenije z naslednjo utemeljitvijo: »ob osemdesetletnici in za njene zasluge v najtežjih časih druge svetovne vojne, predvsem v partizanskih bolnišnicah, ter za njeno delo po vojni.«.
Leta 2010 so v Zdravstvenemu domu Idrija postavili njen doprsni kip.